# Stylocoronella
Stylocoronella är ett släkte av nässeldjur. Stylocoronella ingår i familjen Lucernariidae.
Kladogram enligt Catalogue of Life:
| Stylocoronella | \| \| Stylocoronella riedli \| \| \| \| \| \| Stylocoronella variabilis \| \| \| \| |
|                | \| \| Stylocoronella riedli \| \| \| \| \| \| Stylocoronella variabilis \| \| \| \| |
|                | Haliclystus                                                                         |
|                |                                                                                     |
|                | Lucernaria                                                                          |
|                |                                                                                     |
|                | Stenoscyphus                                                                        |
|                |                                                                                     |
|                | Stylocoronella riedli                                                               |
|                |                                                                                     |
|                | Stylocoronella variabilis                                                           |
|                |                                                                                     |

|  | Stylocoronella riedli     |
|  |                           |
|  | Stylocoronella variabilis |
|  |                           |